# Elsie Bowerman
Elsie Edith Bowerman (18 de dezembro de 1889 – 18 de outubro de 1973) foi um advogada britânica, feminista e sobrevivente do naufrágio do RMS Titanic.

## A bordo doTitanic
Em 10 de abril de 1912 Elsie Bowerman e sua mãe Edith embarcaram no RMS Titanic em Southampton como passageiras da primeira classe na cabine 33 no convés E, para uma viagem à América e ao Canadá para ver as relações de seu pai na América do Norte. Ambas foram resgatadas do  bote salva-vidas 6.